# Arthonnay
Arthonnay település Franciaországban, Yonne megyében. Lakosainak száma 150 fő (2022. január 1.). Arthonnay Balnot-la-Grange, Bragelogne-Beauvoir, Channes, Villiers-le-Bois, Villon, Channay, Vertault, Cruzy-le-Châtel, Quincerot, Rugny és Trichey községekkel határos.

## Népesség
A település népességének változása:
| Lakosok száma | 167  | 164  | 159  | 152  | 151  | 151  | 151  | 151  | 150  |
|               | 2013 | 2015 | 2016 | 2017 | 2018 | 2019 | 2020 | 2021 | 2022 |